# Choroby zawodowe
Choroby zawodowe – grupa chorób spowodowanych działaniem czynników szkodliwych dla zdrowia występujących w środowisku pracy lub sposobem wykonywania pracy. Powstają wskutek stałego przebywania ciała w niedogodnej pozycji, systematycznego wykonywania forsownych czynności lub regularnego przebywania w otoczeniu zawierającym czynniki szkodliwe dla zdrowia (hałas, nieodpowiednie oświetlenie, zapylenie, promieniowanie, związki chemiczne, zwiększone obciążenie psychiczne i fizyczne itp.). 
Choroby zawodowe występują po dłuższym okresie przebywania w niesprzyjających warunkach, a ich przebieg i leczenie jest równie długotrwałe. Są zazwyczaj chroniczne lub przewlekłe i często prowadzą do trwałej utraty zdrowia. Chorobami zawodowymi mogą być zarówno takie, które dotykają w różnym stopniu całość populacji, jak również choroby charakterystyczne – występujące tylko (lub głównie) w wybranych grupach zawodowych.
Zgodnie z art. 4 Ustawy z 30 października 2002 o ubezpieczeniu społecznym z tytułu wypadków przy pracy i chorób zawodowych (Dz.U. z 2025 r. poz. 257), w polskim prawie za choroby zawodowe uważa się jedynie choroby określone w wykazie chorób zawodowych określonym rozporządzeniem Rady Ministrów. 
Do chorób zawodowych zalicza się m.in.: 
- choroba mikrofalowa
- gorączka metaliczna
- ołowica
- pylica
- rozedma płuc
- zespół cieśni nadgarstka.

Międzynarodowa Organizacja Pracy uznaje, że „choroba zawodowa” oznacza chorobę będącą wynikiem narażenia na działanie czynników ryzyka występujących podczas wykonywania pracy (art. 1 b Protokołu z 2002 do Konwencji Nr 181 z 1981).
W Polsce głównymi specjalizacjami lekarskimi zajmującymi się chorobami zawodowymi są medycyna pracy, medycyna lotnicza i medycyna morska.

## Lista chorób zawodowych w Polsce[4]:
1. Zatrucia ostre albo przewlekłe lub ich następstwa wywołane przez substancje chemiczne,
2. Gorączka metaliczna,
3. Pylice płuc (pylica krzemowa, pylica górników kopalń węgla, pylico-gruźlica, pylica spawaczy, pylica azbestowa oraz pozostałe pylice krzemianowe, pylica talkowa, pylica grafitowa, pylice wywoływane pyłami metali),
4. Choroby opłucnej lub osierdzia wywołane pyłem azbestu (rozległe zgrubienia opłucnej, rozległe blaszki opłucnej lub osierdzia, wysięk opłucnowy),
5. Przewlekłe obturacyjne zapalenie oskrzeli, które spowodowało trwałe upośledzenie sprawności wentylacyjnej płuc ze stosunkiem procentowym natężonej objętości wydechowej pierwszosekundowej (FEV₁) do pojemności życiowej (VC) wynoszącym 0,7 po leku rozszerzającym oskrzela,
6. Astma oskrzelowa,
7. Zewnątrzpochodne alergiczne zapalenie pęcherzyków płucnych (postać ostra i podostra, postać przewlekła),
8. Ostre uogólnione reakcje alergiczne,
9. Byssinoza,
10. Beryloza,
11. Choroby płuc wywołane pyłem metali twardych,
12. Alergiczny nieżyt nosa,
13. Zapalenie obrzękowe krtani o podłożu alergicznym,
14. Przedziurawienie przegrody nosa wywołane substancjami o działaniu żrącym lub drażniącym,
15. Przewlekłe choroby narządu głosu spowodowane nadmiernym wysiłkiem głosowym, trwającym co najmniej 15 lat (guzki głosowe twarde, wtórne zmiany przerostowe fałdów głosowych, niedowład mięśni wewnętrznych krtani z wrzecionowatą niedomykalnością fonacyjną głośni i trwałą dysfonią),
16. Choroby wywołane działaniem promieniowania jonizującego (ostra choroba popromienna uogólniona po napromieniowaniu całego ciała lub przeważającej jego części, ostra choroba popromienna o charakterze zmian zapalnych lub zapalno-martwiczych skóry i tkanki podskórnej, przewlekłe popromienne zapalenie skóry, przewlekłe uszkodzenie szpiku kostnego, zaćma popromienna),
17. Nowotwory złośliwe powstałe w następstwie działania czynników występujących w środowisku pracy, uznanych za rakotwórcze u ludzi (rak płuca, rak oskrzela, międzybłoniak opłucnej albo otrzewnej, nowotwór układu krwiotwórczego, nowotwór skóry, nowotwór pęcherza moczowego, rak krtani, nowotwór nosa i zatok przynosowych, nowotwory wywołane działaniem promieniowania jonizującego z prawdopodobieństwem indukcji przekraczającym 10%),
18. Choroby skóry (alergiczne kontaktowe zapalenie skóry, kontaktowe zapalenie skóry z podrażnienia, trądzik olejowy, smarowy lub chlorowy o rozległym charakterze, drożdżakowe zapalenie skóry rąk u osób pracujących w warunkach sprzyjających rozwojowi drożdżaków chorobotwórczych, grzybice skóry u osób stykających się z materiałem biologicznym pochodzącym od zwierząt, pokrzywka kontaktowa, fotodermatozy zawodowe),
19. Przewlekłe choroby układu ruchu wywołane sposobem wykonywania pracy (przewlekłe zapalenie ścięgna i jego pochewki, przewlekłe zapalenie kaletki maziowej, przewlekłe zapalenie kaletki maziowej, przewlekłe uszkodzenie łąkotki u osób wykonujących pracę w pozycji klęczącej lub kucznej, przewlekłe zapalenie okołostawowe barku, przewlekłe zapalenie nadkłykcia kości ramiennej, zmęczeniowe złamanie kości),
20. Przewlekłe choroby obwodowego układu nerwowego wywołane sposobem wykonywania pracy (zespół cieśni w obrębie nadgarstka, zespół rowka nerwu łokciowego, zespół kanału de Guyona, uszkodzenie nerwu strzałkowego wspólnego u osób wykonujących pracę w pozycji kucznej),
21. Obustronny trwały odbiorczy ubytek słuchu typu ślimakowego lub czuciowo-nerwowego spowodowany hałasem, wyrażony podwyższeniem progu słuchu o wielkości co najmniej 45 dB w uchu lepiej słyszącym, obliczony jako średnia arytmetyczna dla częstotliwości audiometrycznych 1,2 i 3 kHz,
22. Zespół wibracyjny (postać naczyniowo-nerwowa, postać kostno-stawowa, postać mieszana: naczyniowo-nerwowa i kostno-stawowa),
23. Choroby wywołane pracą w warunkach podwyższonego ciśnienia atmosferycznego (choroba dekompresyjna, urazy ciśnieniowe, następstwa oddychania mieszaninami gazowymi pod zwiększonym ciśnieniem),
24. Choroby wywołane działaniem wysokich albo niskich temperatur otoczenia (udar cieplny albo jego następstwa, wyczerpanie cieplne albo jego następstwa, odmroziny),
25. Choroby układu wzrokowego wywołane czynnikami fizycznymi, chemicznymi lub biologicznymi (alergiczne zapalenie spojówek, ostre zapalenie spojówek wywołane promieniowaniem nadfioletowym, epidemiczne wirusowe zapalenie spojówek lub rogówki, zwyrodnienie rogówki wywołane czynnikami drażniącymi, zaćma w wywołana działaniem promieniowania podczerwonego lub długofalowego nadfioletowego, centralne zmiany zwyrodnieniowe siatkówki i naczyniówki wywołane krótkofalowym promieniowaniem podczerwonym lub promieniowaniem widzialnym z obszaru widma niebieskiego),
26. Choroby zakaźne lub pasożytnicze albo ich następstwa,